# Wolfchild
Wolfchild è un videogioco sviluppato da Core Design nel 1992. Il game è di tipo Hack 'n slash a piattaforme. Sviluppato inizialmente per Amiga e Atari ST, fu poi convertito per altri sistemi dell'epoca.

## Trama
In un lontano futuro una società segreta chiamata Chimera vuol soggiogare il mondo, rapendo il ricercatore di fama mondiale Karl Morrow e cercando di usare le scoperte scientifiche di esso. Il professore viene deportato in un'isola segreta.
Il figlio del professore, Saul, allora decide di utilizzare il progetto Wolfchild; ovvero una macchina in grado di alterare il genoma umano e di trasformare un uomo in un lupo mannaro con potenzialità sovrumane. Inizia così la ricerca del padre.

## Modalità di gioco
Wolfchild può saltare e colpire con i suoi pugni i nemici, tramite dei power-up può aumentare la sua potenza di fuoco e l'energia. L'azione si sviluppa su cinque livelli di azione intensa. Le armi sono Cinque: i pugni energetici, il 3-Way shot, il Boomerang, un laser a ricerca automatica e le lame di energia, inoltre Wolfchild può lanciare delle granate a frammentazione. Durante il gioco si possono raccogliere delle lettere e formando la parola EXTRA si ottiene una vita aggiuntiva, invece formando BONUS si ottiene energia ed armi.

## Livelli
1. L'astronave Lupo
2. La Giungla
3. Il tempio antico
4. La base Chimera
5. Il nucleo interno

## Differenze tra le versioni
Oltre a varianti grafiche e di framerate, le versioni per le varie piattaforme presentano alcune differenze:
- Le versioni per Amiga e Atari ST presentano una lunga sequenza di anteprima animata in cui Saul si trasforma per la prima volta, assente nelle altre versioni (esclusa Sega Mega CD);
- La versione per Sega Master System presenta un boss differente nel livello 3 e nessun boss nel livello 4;
- Nelle versioni per Amiga, Atari ST e Sega Master System, sebbene il boss finale sia lo stesso, lo si affronta in un'altra stanza molto più ristretta;
- Al termine del gioco, le versioni per Amiga e Atari ST presentano una scena finale differente da quella delle altre versioni.